# Maison Kammerzell
La maison Kammerzell /kʰa.məʁ.tse:l/  – aussi appelée s'Kammerzellhüs en dialecte strasbourgeois – est un monument historique de la ville de Strasbourg, archétype de la maison alsacienne à colombage du XVIe siècle, située au n° 16 de la place de la Cathédrale. Elle tire son nom de Philippe-François Kammerzell, le dernier de ses propriétaires particuliers qui la vendit en 1879 à la fondation de l'Œuvre Notre-Dame.
L'édifice fait l'objet d'une inscription au titre des monuments historiques depuis le 13 juin 1929.

## Histoire

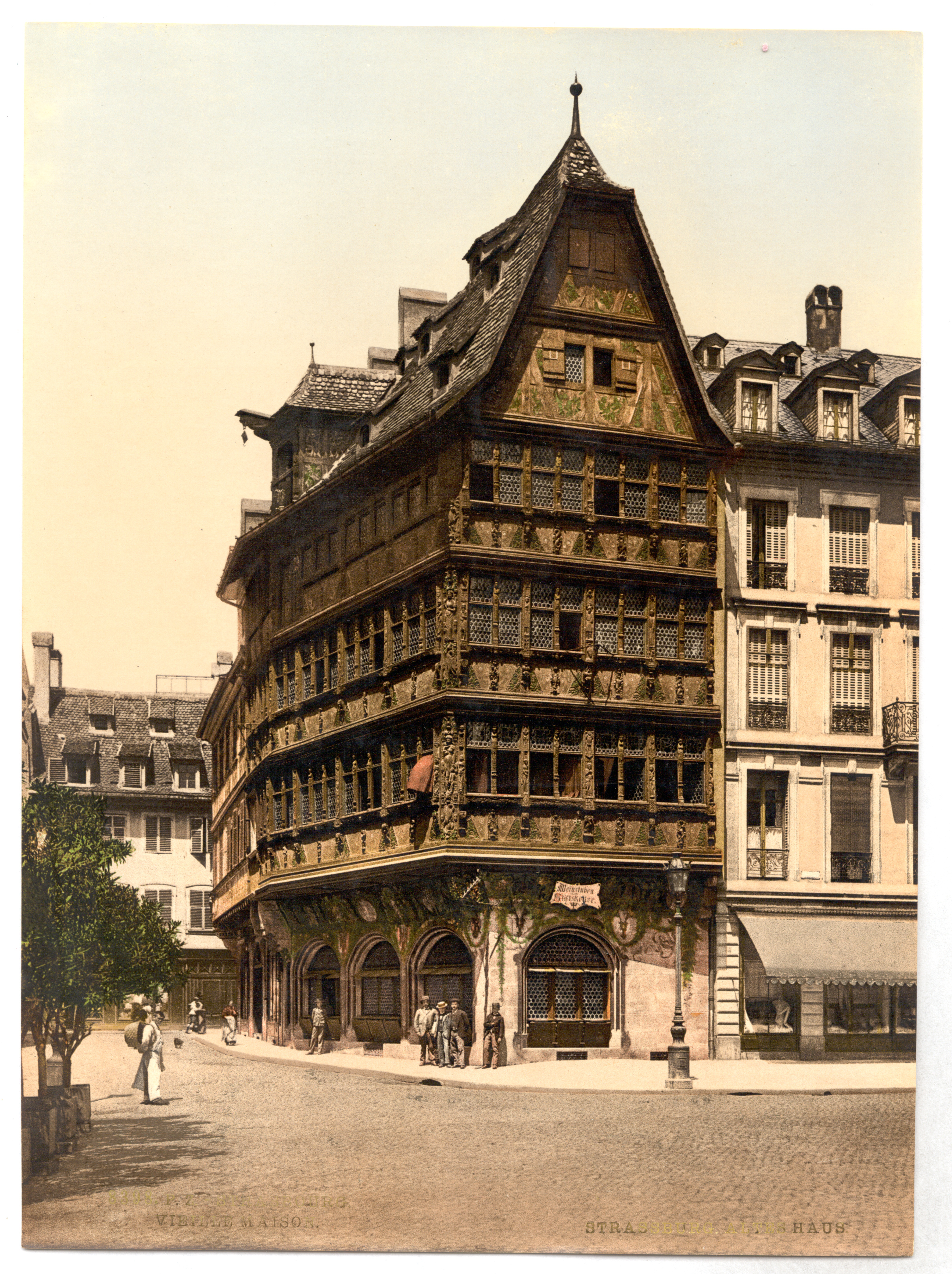
La Maison Kammerzell vers 1900.

La construction de cette maison, en face de la cathédrale Notre-Dame, dont les colombages comptent parmi les plus richement décorés de la ville, remonte à l'année 1427. Cependant, l'édifice ne prendra son aspect définitif qu'en 1589. Elle est achetée en 1571 par le célèbre négociant de fromages Martin Braun, et ce dernier fait construire au-dessus du rez-de-chaussée en pierre (seul vestige de la maison du XVe siècle) les étages supérieurs en bois dans ce style Renaissance très particulier. Ce décor en bois sculpté animant la façade, percée de fenêtres aux vitres en cul-de-bouteille, représente des scènes sacrées et profanes, des légendes médiévales, les cinq sens, les quatre âges de la vie, la foi, l’espérance et la charité et enfin, les signes du zodiaques. Sur la façade, plusieurs personnages importants de l'histoire apparaissent : César, Charlemagne, Hector et Godefroy de Bouillon. Sur le pignon, on voit encore la poulie qui servait à faire monter les réserves au grenier.
Après être passée entre les mains de nombreux propriétaires, l'édifice est acquis en 1879 par la ville de Strasbourg, au travers de la fondation de l'Œuvre Notre-Dame. En 1892, une restauration modifia partiellement l'aspect de ses façades, y ajoutant notamment les peintures polychromes inspirée du style rhénan du XVIe siècle. L'intérieur, abritant un restaurant, est orné d'une peinture réalisée en 1910 par Léo Schnugg illustrant notamment une anecdote culinaire strasbourgeoise de 1576. Elle fait partie, comme le centre historique de Strasbourg, du patrimoine mondial de l'humanité.
C'est depuis un restaurant, qui en novembre 1938, alors que fleurissait le Parti alsacien ouvrier et paysan favorable à l'Allemagne nazie, accueillait par un écriteau « Hunden und Juden verboten » (« Interdit aux chiens et aux Juifs ») le public venu écouter l'antiparlementaire Jean-Charles Legrand.
La maison reste aujourd'hui, avec la cathédrale, le plus vieil édifice de Strasbourg encore en exploitation.

## Propriétaires successifs

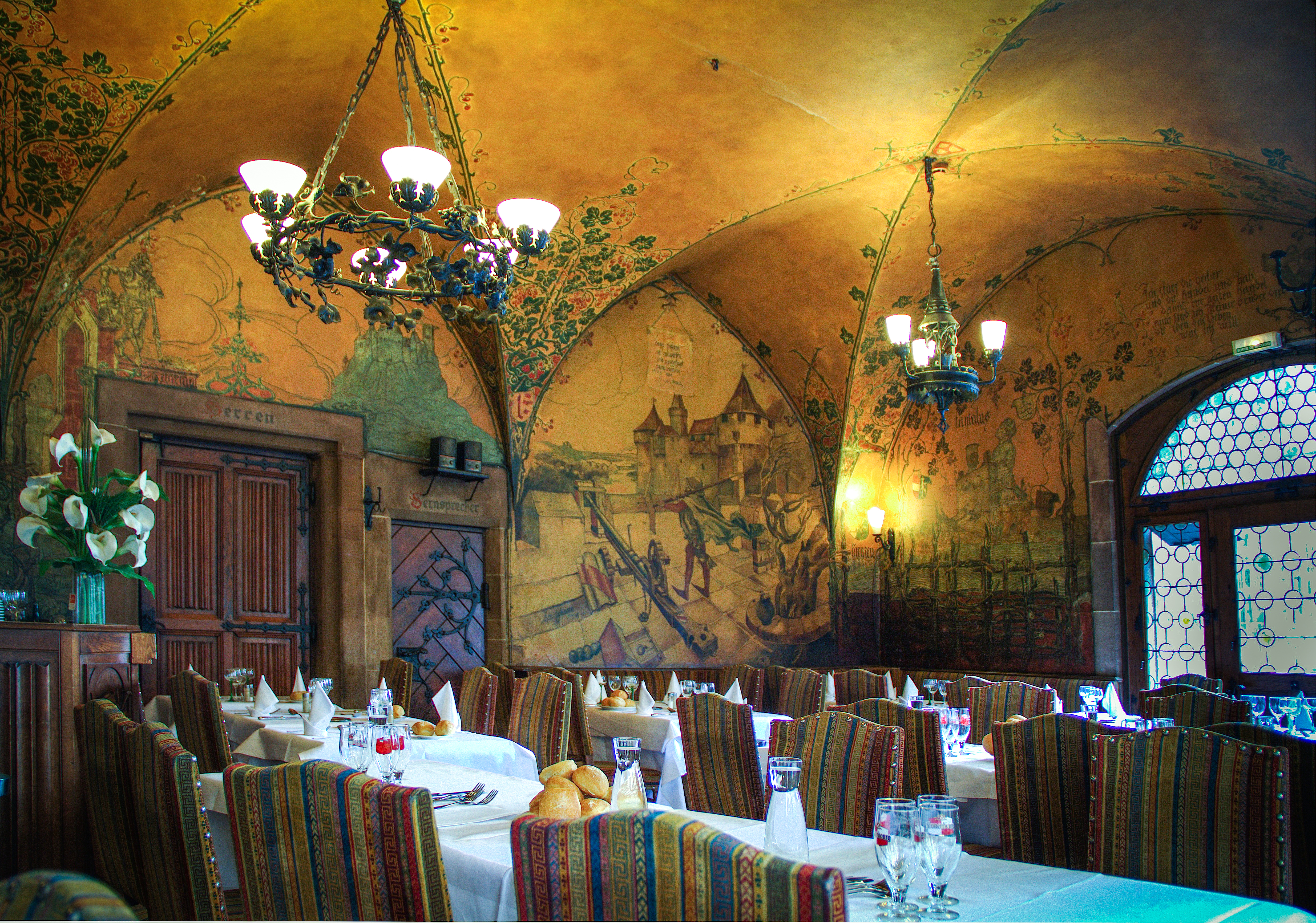
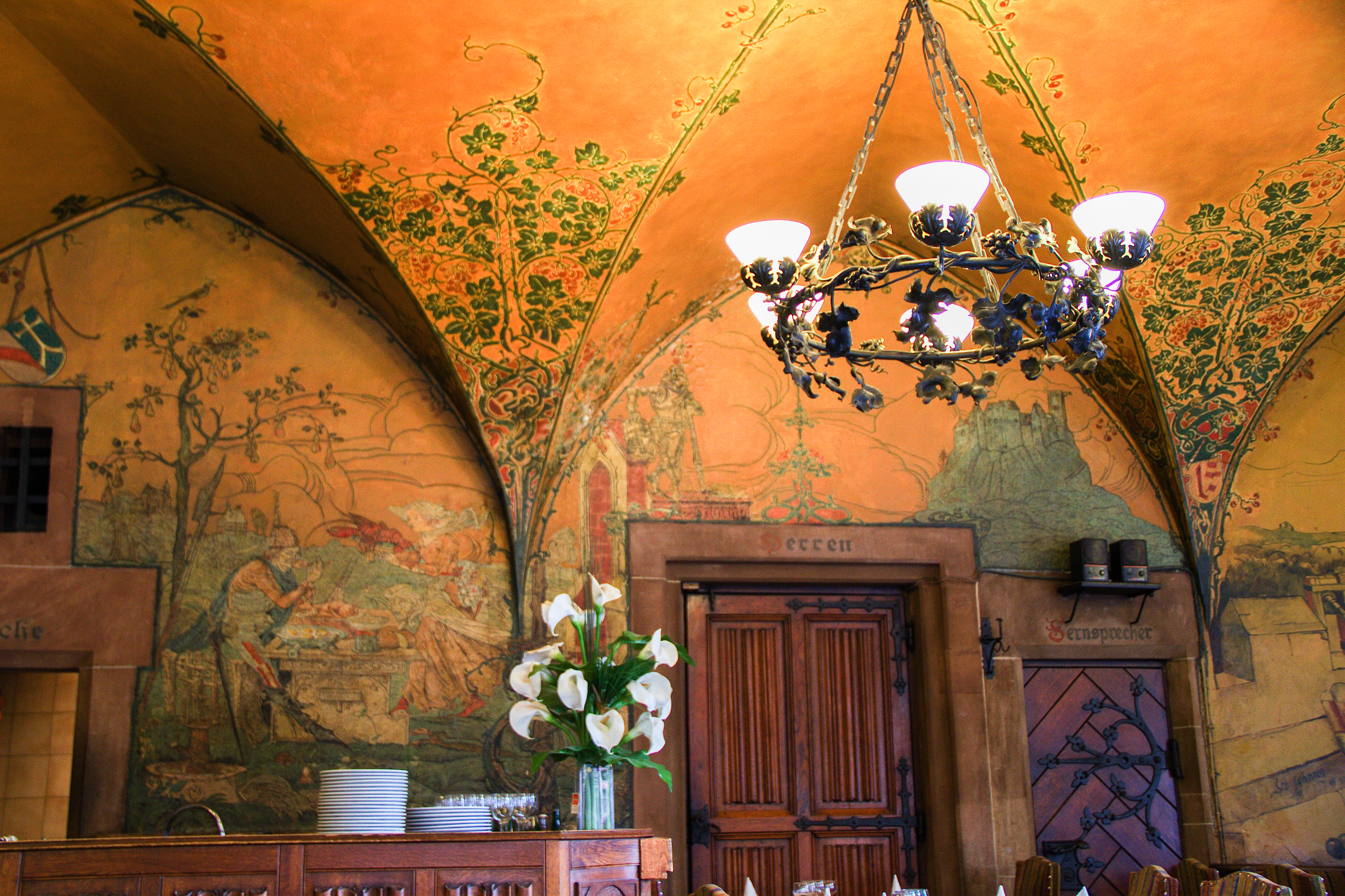
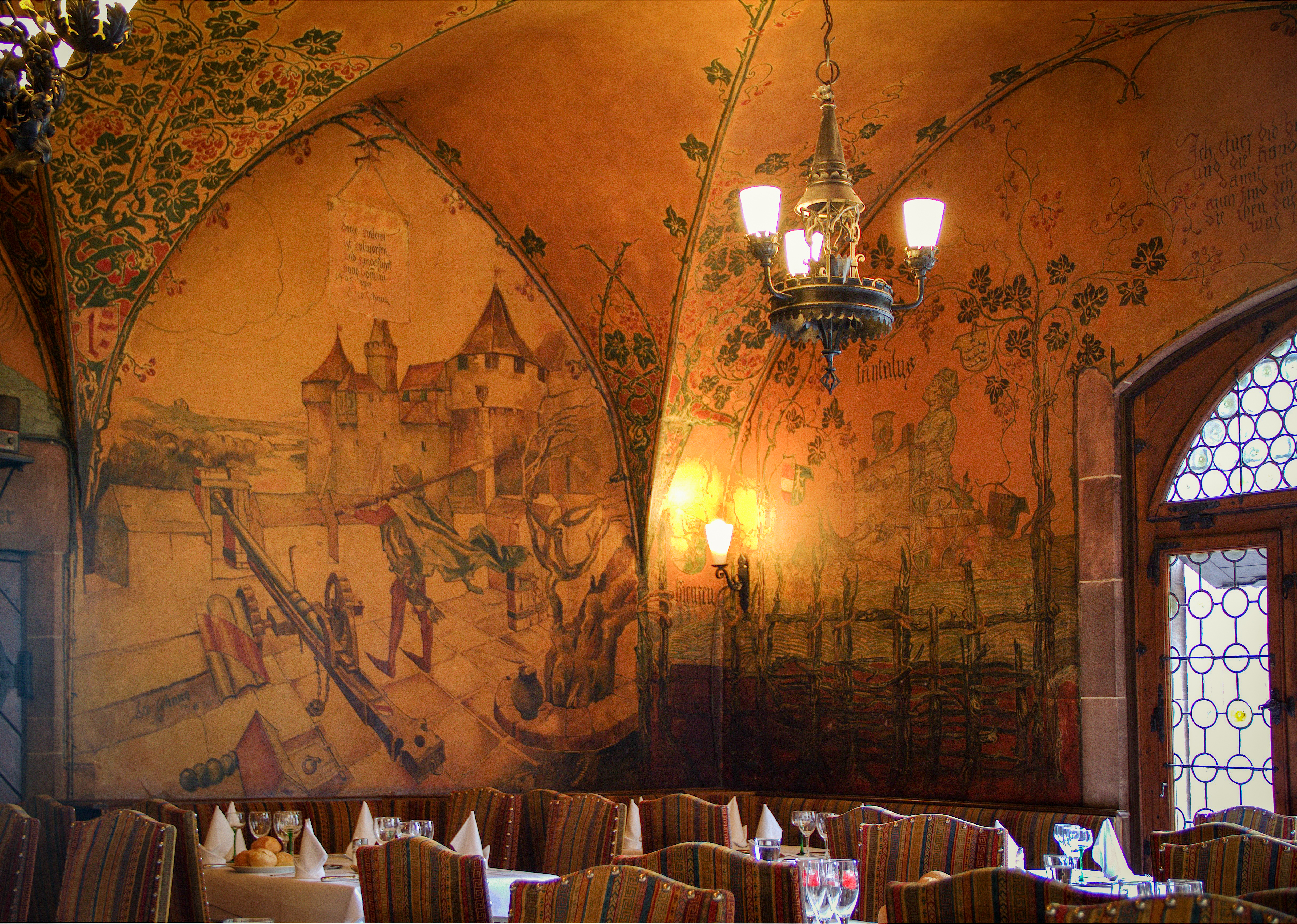

- 1427 - Hans Jœger, drapier ;
- XVIe siècle -  famille Stædel : Christoph I Stædel, orfèvre ; Antoine Stædel, fils de Christophe I Stædel ; Florian Stædel, fils de Antoine Stædel, drapier ;
- 1571 - Martin Braun, négociant en fromage ;
- 1604 - Robert Kœnigsmann, gendre de Martin Braun ;
- 1671 - Jean Bernhardt, négociant ;
- 17?? - François-Ignace Finck, épicier ;
- 1806 - Philippe-François Kammerzell, épicier ;
- depuis 1879 appartient à la fondation de l’Œuvre Notre-Dame.

## Galerie

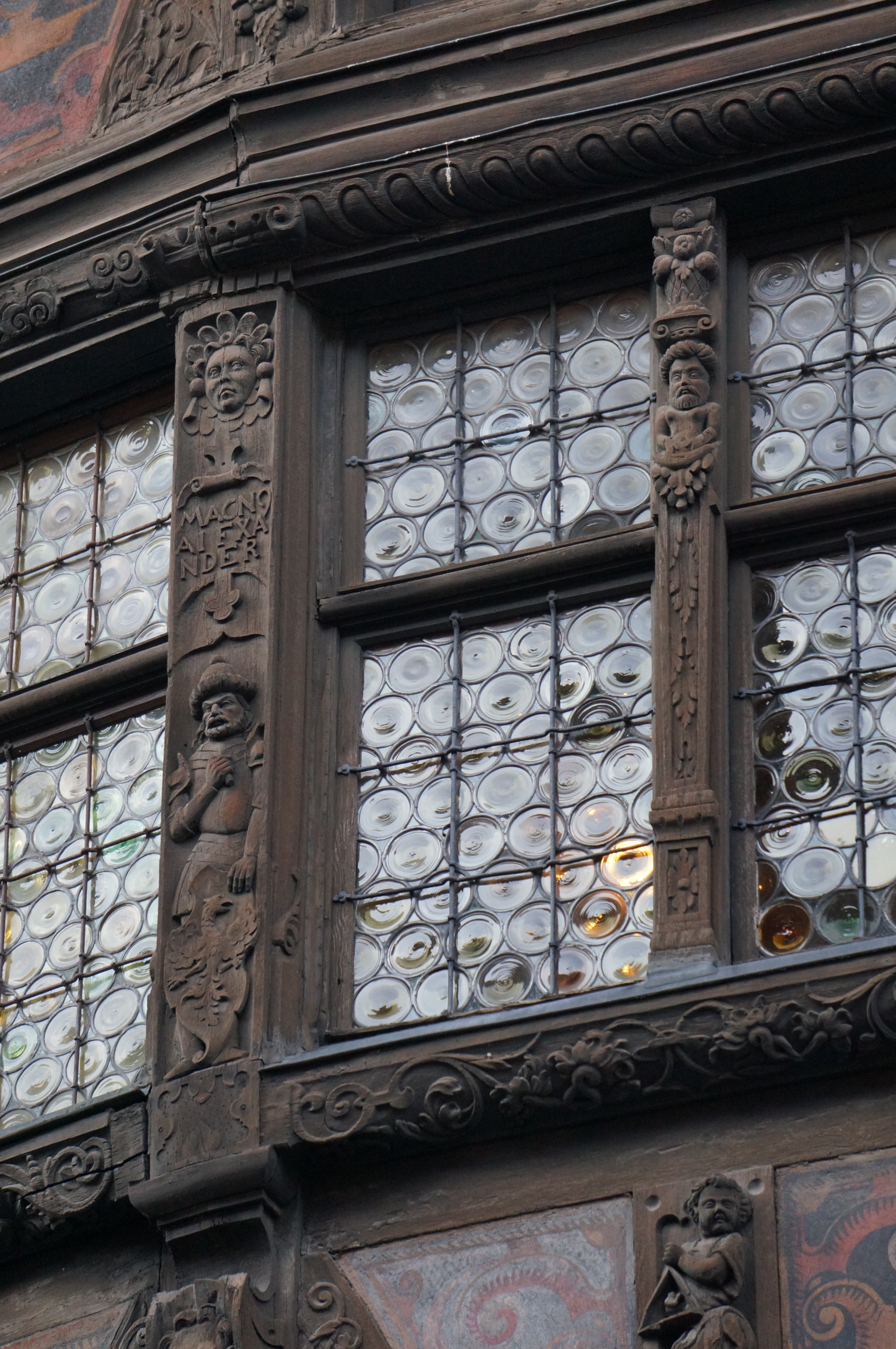
Alexandre le grand.
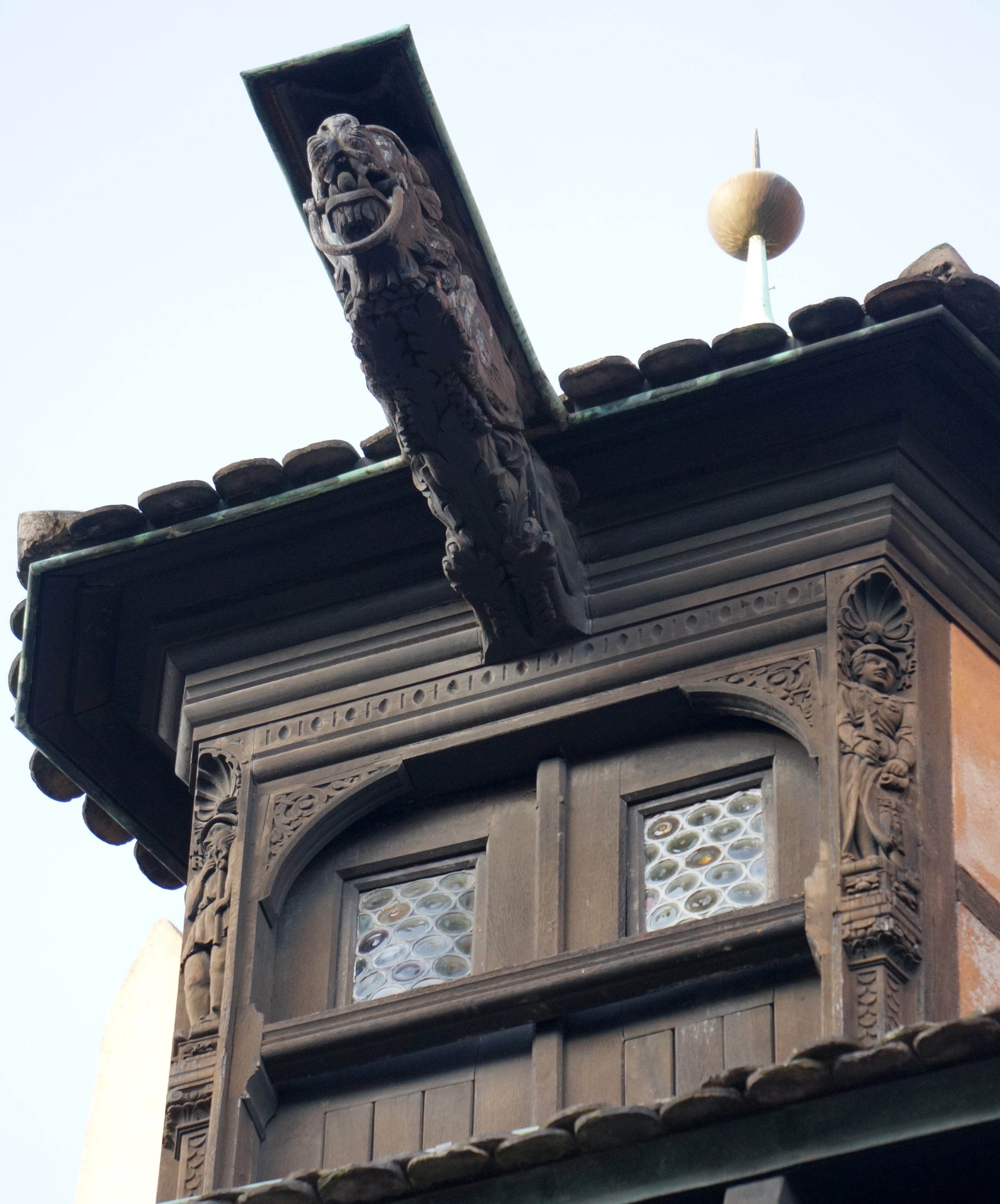
Lion tenant le crochet pour le palan, Athéna.
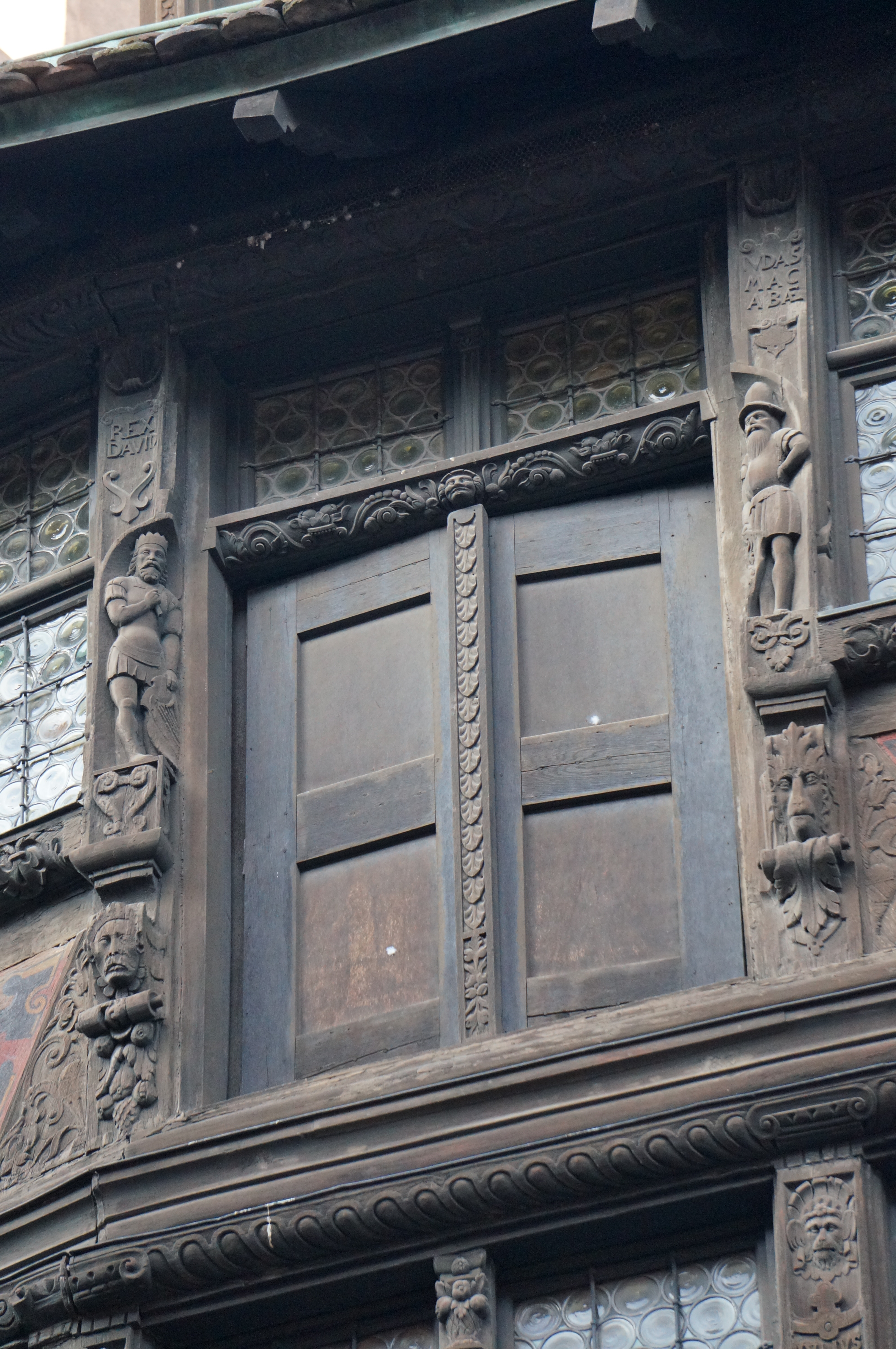
David (Bible) et Judas Maccabée.
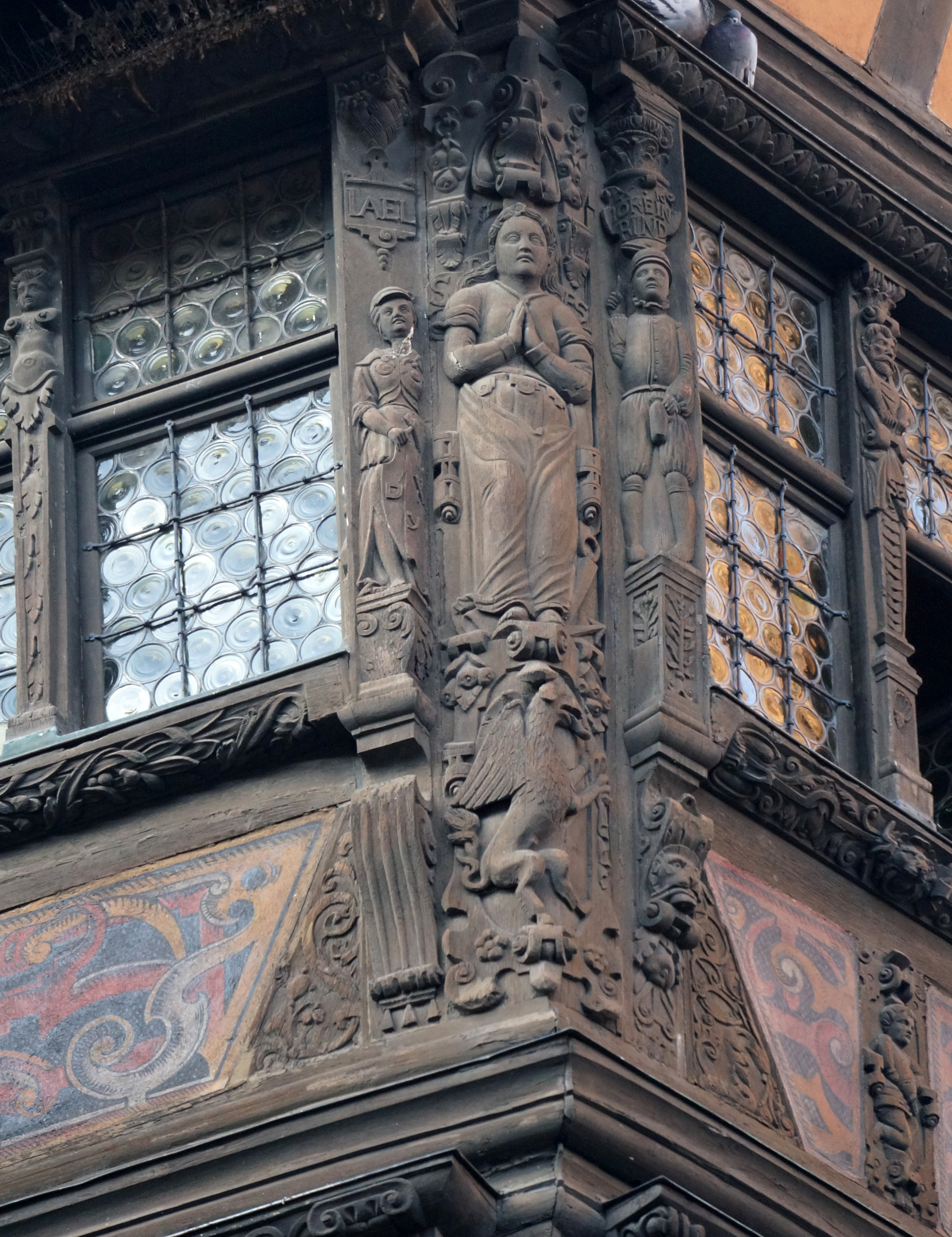
Sculpture d'angle.
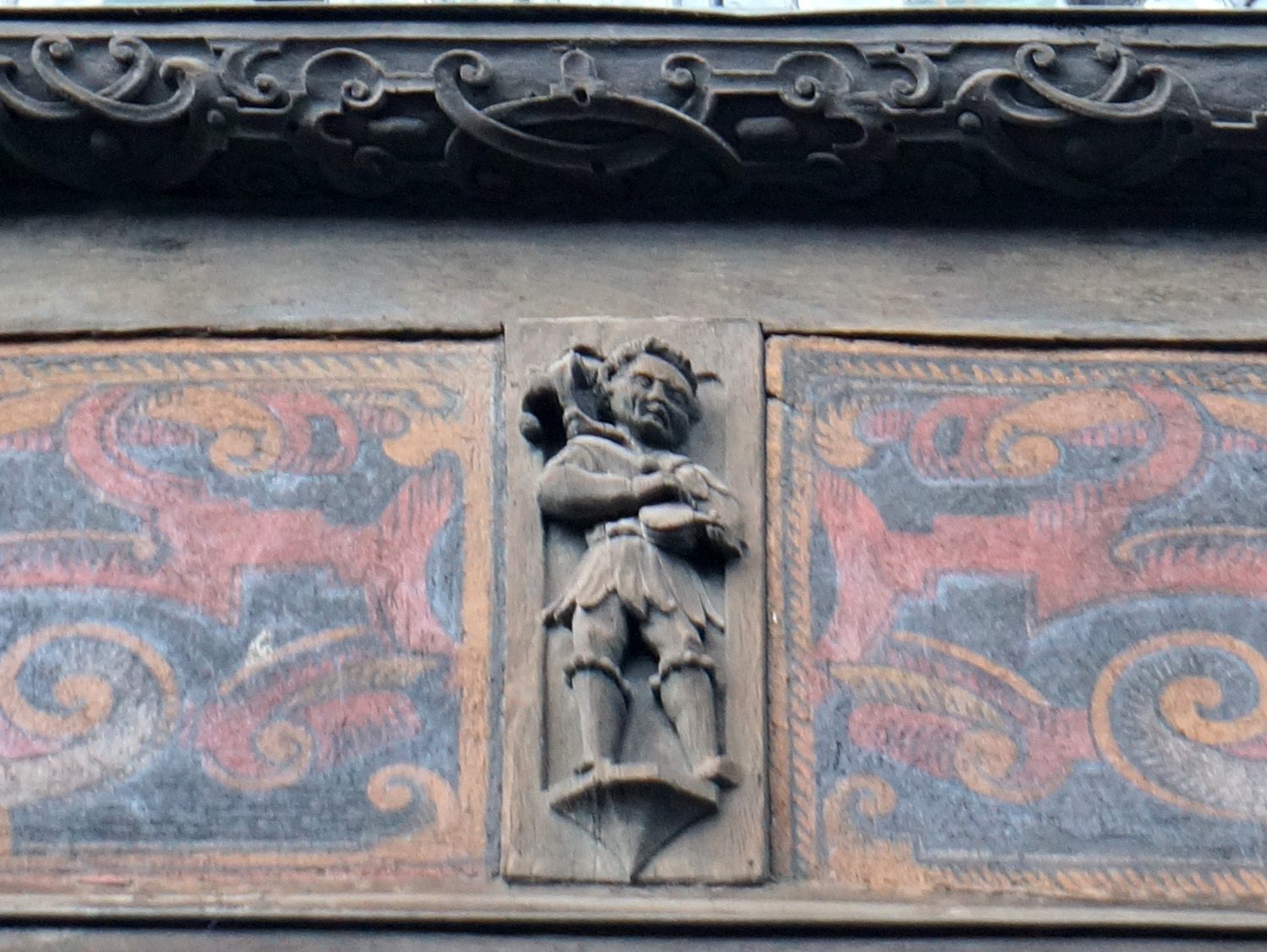
Joueur de castagnettes.
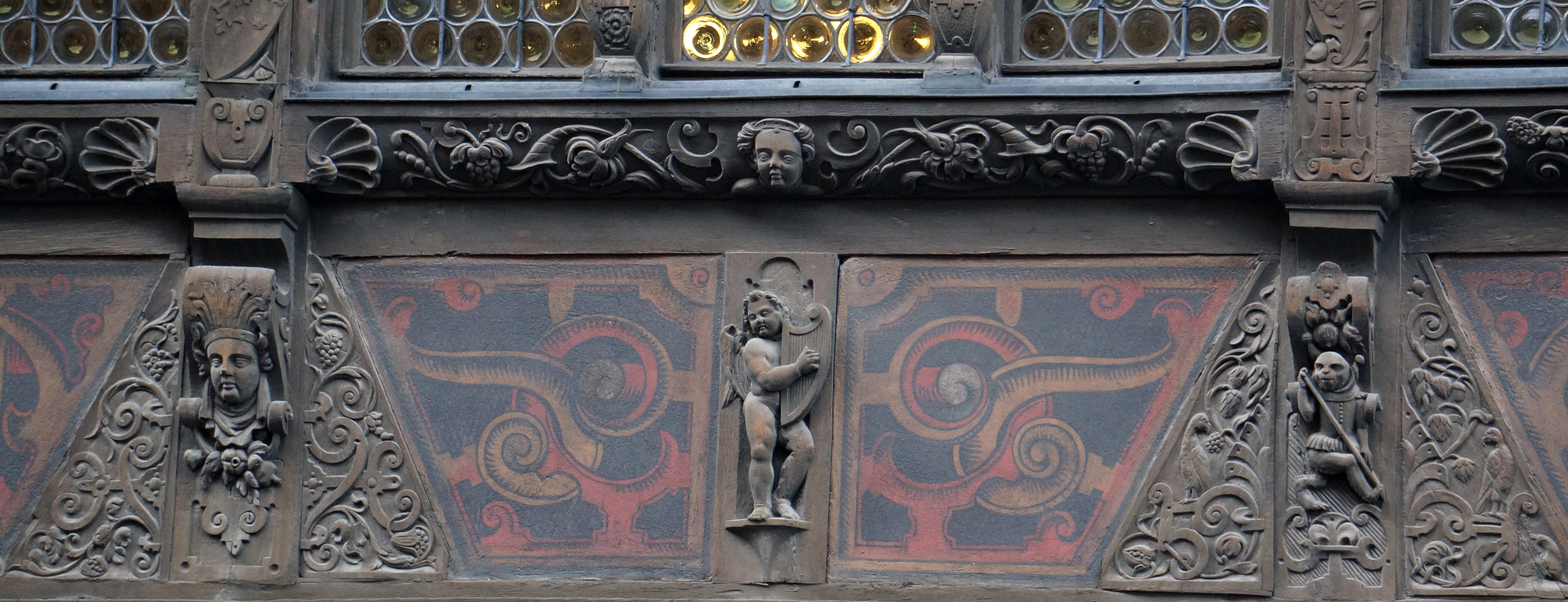
Harpe.
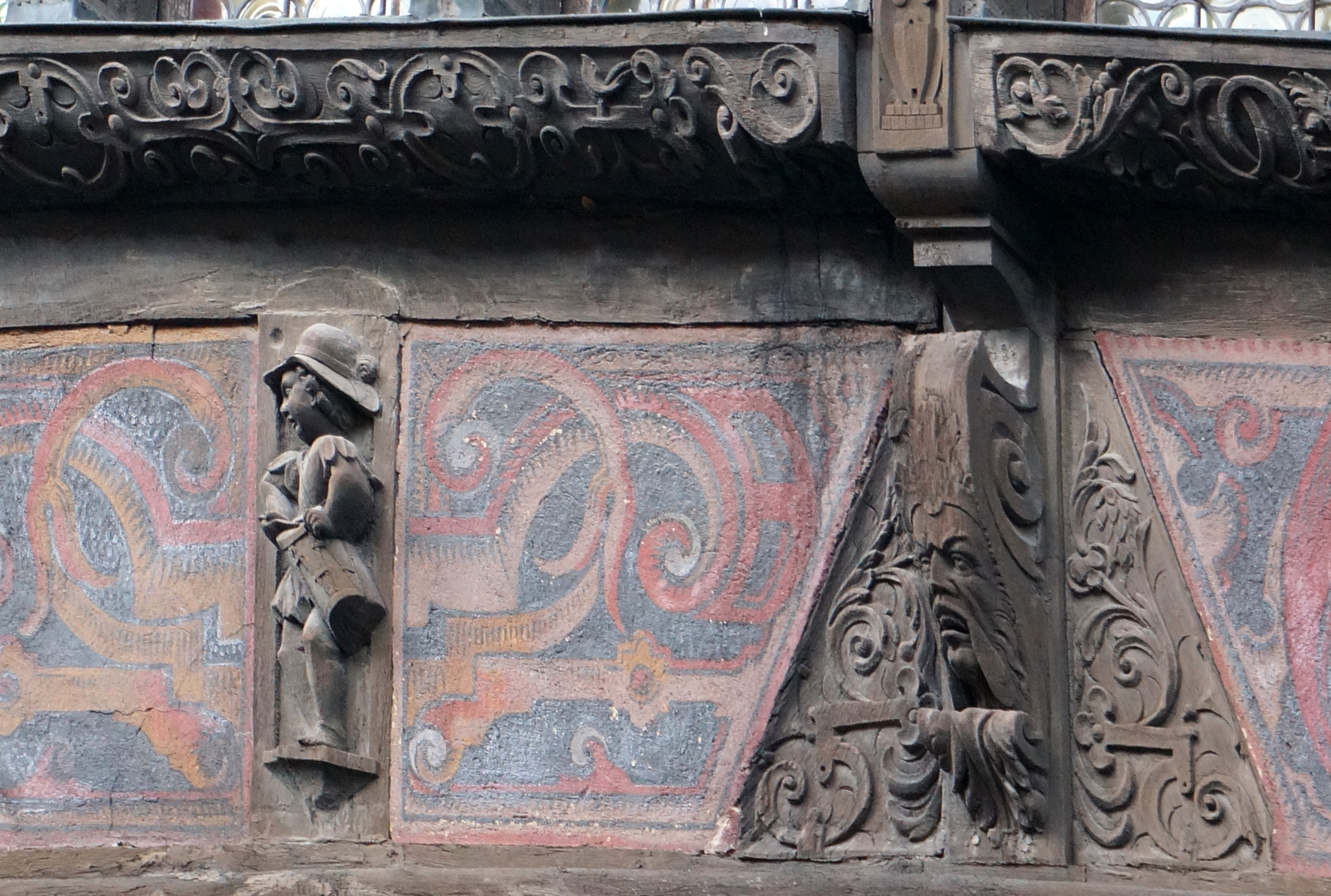
Tambour.
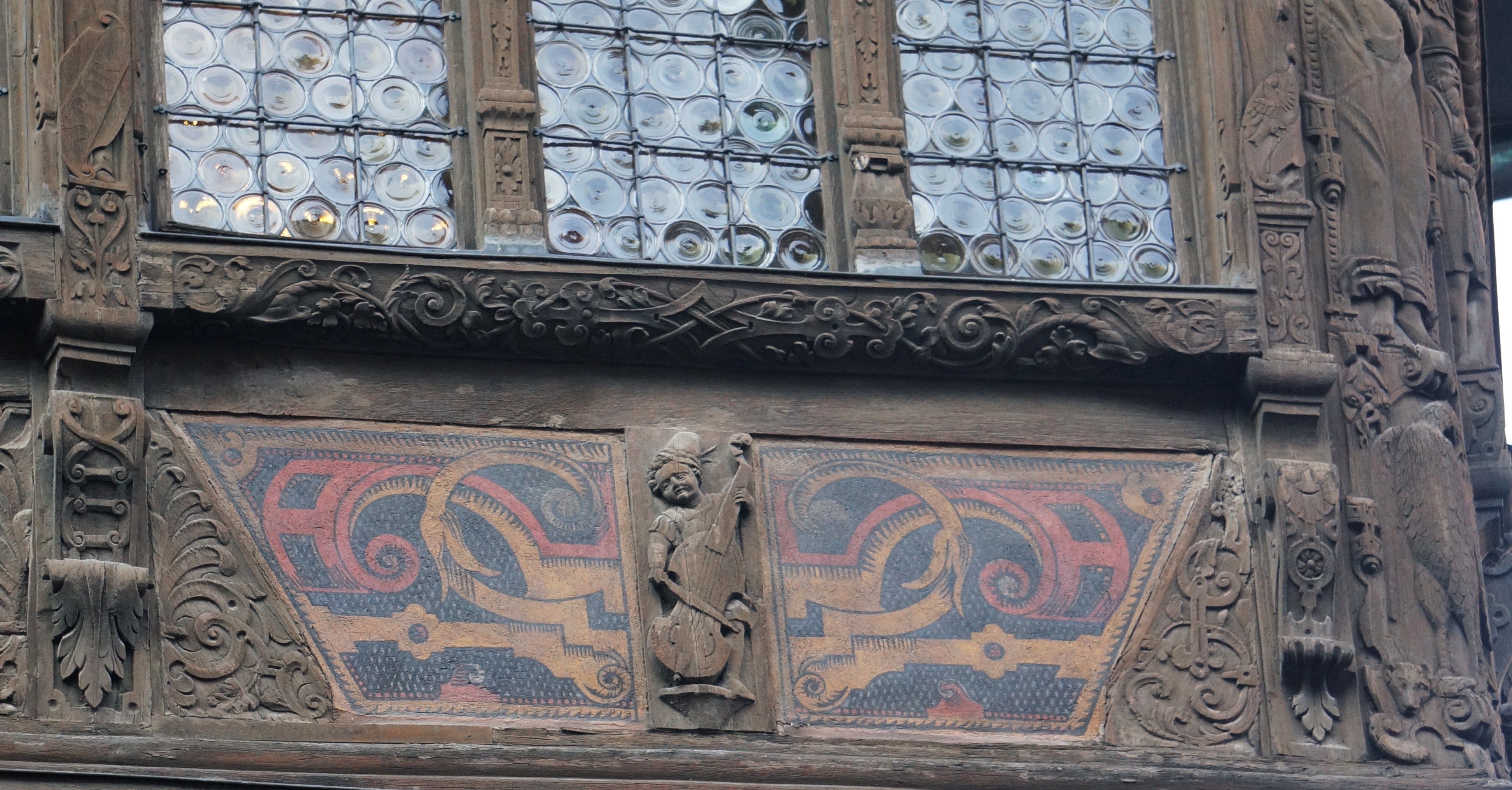
Viole.
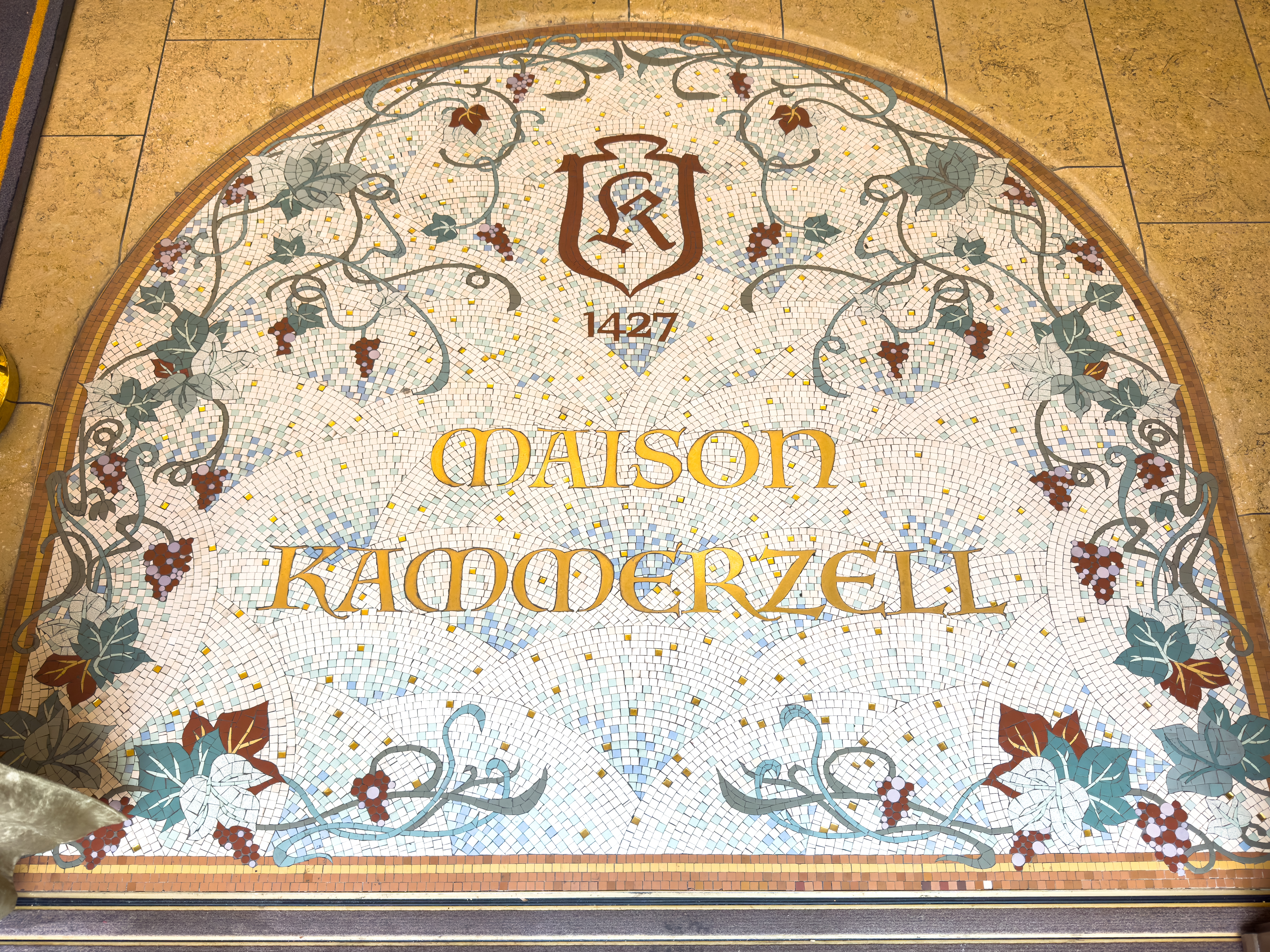
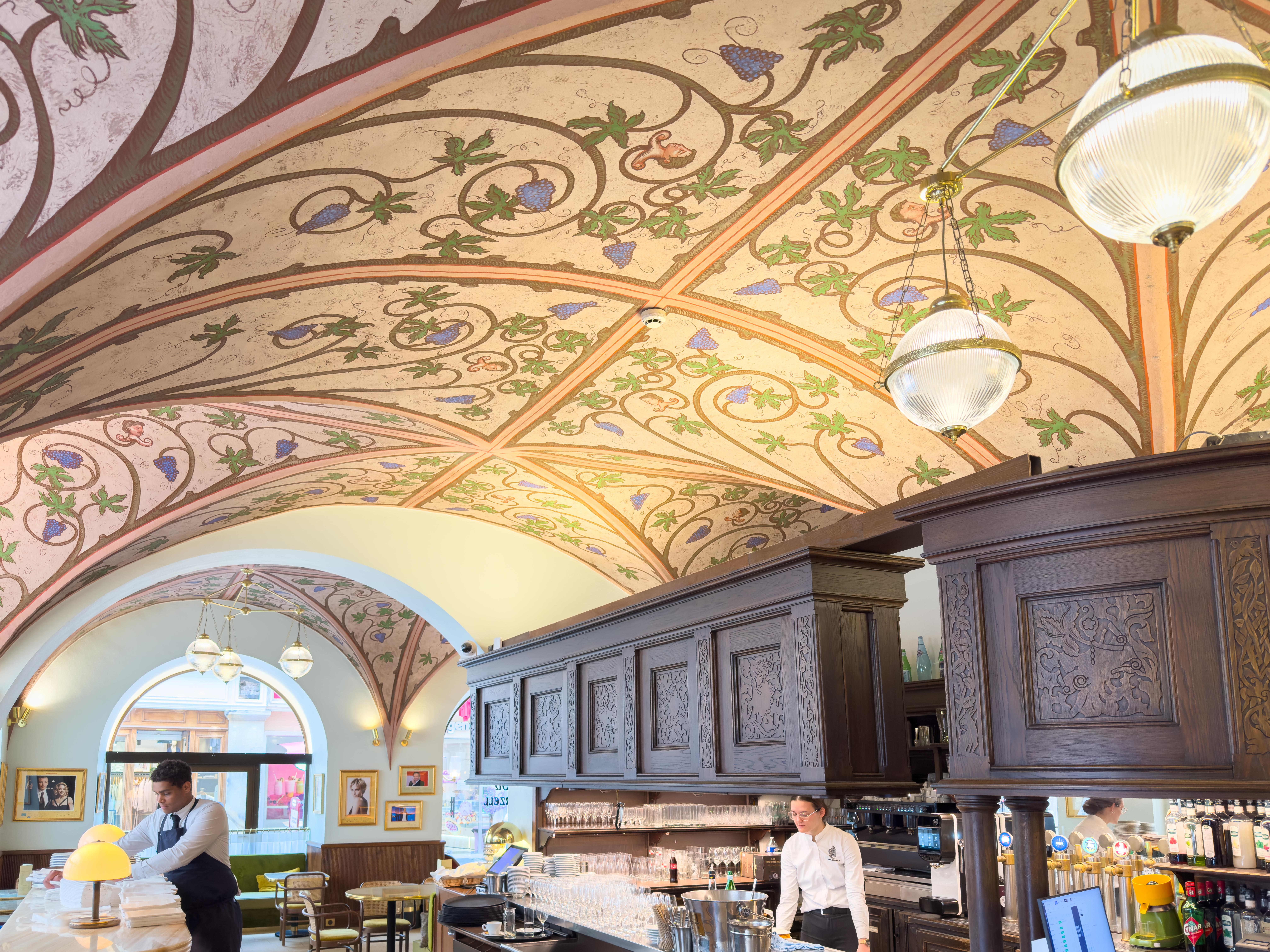
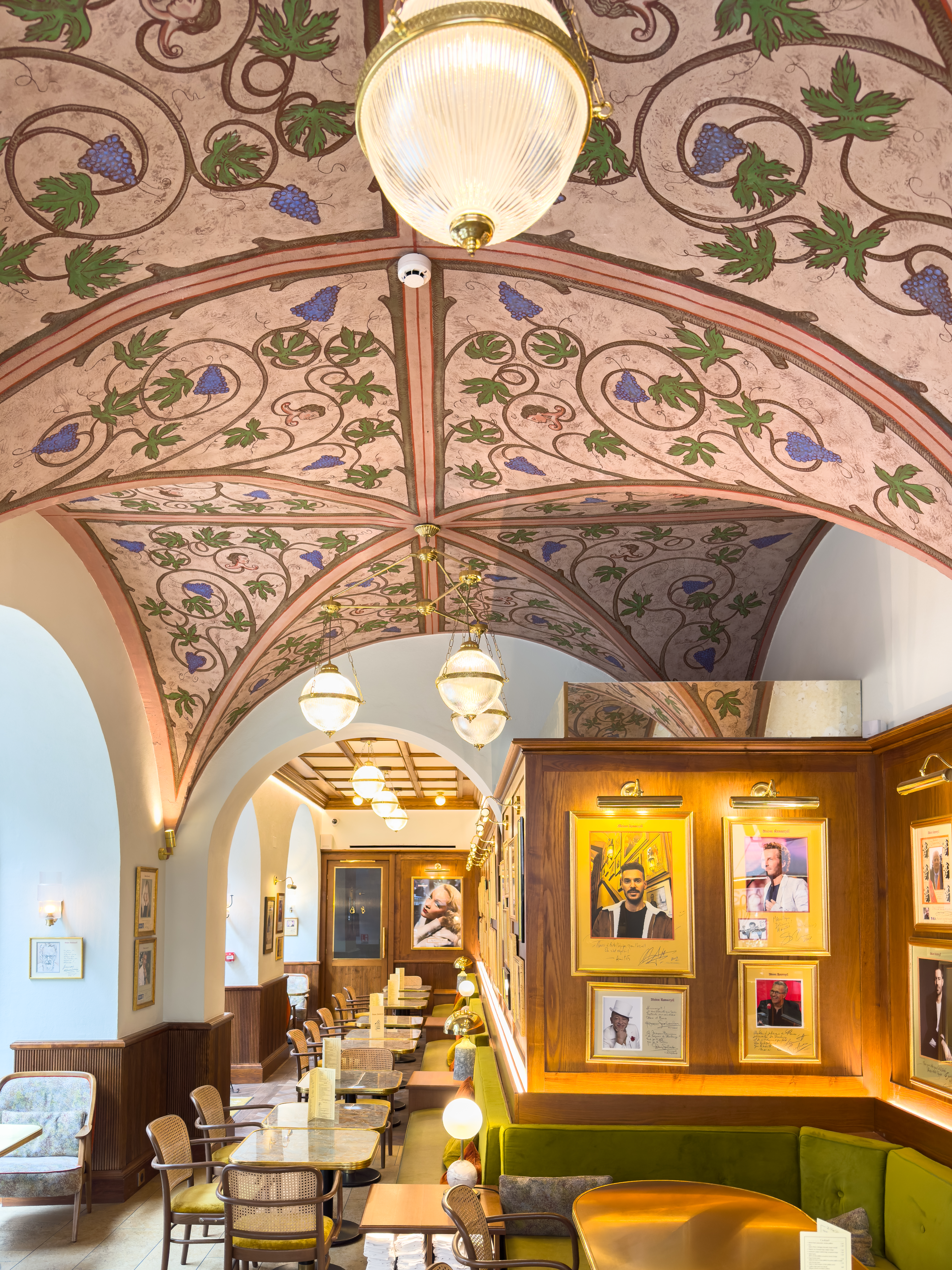